# New Haven Challenger 1988
Il New Haven Challenger 1988 è stato un torneo di tennis facente parte della categoria ATP Challenger Series nell'ambito dell'ATP Challenger Series 1988. Il torneo si è giocato a New Haven negli Stati Uniti dal 15 al 23 agosto 1988  su campi in cemento.

## Vincitori

### Singolare
Vijay Amritraj ha battuto in finale  Zeeshan Ali con il punteggio di 6–3, 6–1

### Doppio
Jeff Klaparda /  Peter Palandjian hanno battuto in finale  Zeeshan Ali /  Chris Bailey con il punteggio di 6–2, 7–5